# 2014年辛菲罗波尔事件
2014年3月18日，为未佩戴徽章的俄罗斯军人与乌克兰部队交火，这是俄罗斯吞并克里米亚后引發俄乌战争以來首次发生的流血冲突。其中，一名乌克兰武装部队士兵（谢尔希·科库林准尉）和一名進行非法越境行動的俄軍武装人員（小绿人）丧生。
次日，根据克里米亚政府表示以及部分俄语媒体报道，一名17岁的乌克兰人被拘留。但一日后，克里米亚检察官否认了此次拘留。
此事件的所有细节都无法单方面得到验证，此外乌克兰政府和俄国方面对该事件的报道相互冲突。克里米亚俄占当局政府和乌克兰政府参加了为这两名死者举办的联合葬礼。同时，克里米亚俄占当局和乌克兰军方宣布将继续对该事件进行调查。

## 乌克兰报道

### 乌克兰军事设施遇袭
2014年3月18日下午3点，15名身着未佩戴徽章的俄罗斯制服的蒙面枪手冲进了位于辛菲罗波尔的中央军事地形和航海管理局第13号摄影测量中心。该基地由乌克兰士兵管理，但自3月13日以来一直被亲俄力量和克里米亚自卫队包围。亲俄势力要求驻军交出基地，否则他们将以武力夺取测量中心。
虽然尚不清楚事件最初是如何开始的，但有报道称，当一名亲俄罗斯的自卫队队员试图翻墙进入基地大院时，乌克兰守卫警告令其返回。争吵升级为针对基地发起的猛攻。然而，平民的证词表明，在冲突发生之前就可以看到自卫部队和民兵可能在为袭击设施作准备。
谢尔希·科库林是一名乌克兰下级军官，他负责在一座瞭望塔上监视基地内的停车场。在这次交火中他的颈部被击中，受了致命伤；另一名乌克兰军人同样颈部中弹，被几辆救护车撤离。自卫队封锁了基地，允许救护车入场但拒绝记者进入。这次流血冲突是俄罗斯接管克里米亚以来第一起军人死亡事件。
克里米亚当局报道称，除了这名军官外，另有一名俄罗斯族志愿者被杀；但尚不清楚他是被抵抗乌克兰军队射杀还是被袭击者开火所杀。两种说法均见诸报端。
突袭发生后，袭击者接管了位于基地大院和乌克兰指挥中心内的公园。据在场的平民和记者称，共有15名手持猎枪和AK-47步枪的无标志士兵在两辆悬挂俄罗斯国旗的军车的支持下参与了袭击。自卫队士兵抓捕到一名在公园巡逻的乌克兰士兵，并用一对铁棍对其进行殴打。乌克兰军方表示这名士兵伤情严重。
交火一直持续到乌克兰指挥官安德烈·安德留辛上校被俘。突袭者以他和其他几名士兵作人质，进入基地的航海大楼，其余的乌克兰人在二楼设置了路障，拒绝投降。乌克兰指挥官受到俄罗斯军队审讯，俄国称他随后宣布归顺“克里米亚人民”。
针对海军大楼以及其中的乌克兰部队的投降谈判一直持续到周二深夜，双方在谈判中就投降问题达成了共识。剩余的全部18名乌克兰士兵被袭击者拘留、逮捕。士兵们站成一排，应克里米亚警方的要求上缴了所有识别标志、武器和金钱。到3月24日，被俘的其余乌克兰士兵获释，没有受伤。

### 政府反应
乌克兰临时总理阿尔谢尼·亚采纽克指责俄罗斯在该事件中犯有战争罪。“今天，俄罗斯士兵开始向乌克兰军人开枪，这是一种战争罪，没有任何时效限制。”在宣布一名军人死亡后，代理乌克兰总统亞歷山大·圖奇諾夫表示，俄罗斯对克里米亚的吞并正在从政治阶段转向军事阶段。3月18日晚，总统发布命令，允许乌克兰士兵使用武器自卫。乌克兰政府发表声明称，俄罗斯的举措让人想起納粹德國在第二次世界大战前那些吞并行动。

### 国际反应
英国首相大卫·卡梅伦说：“普京总统今天将克里米亚并入俄罗斯的行动，公然且恶劣地违反了国际法，并向整个欧洲大陆传递出令人不寒而栗的讯息。俄罗斯将会面临更严重的后果，而我将敦促欧洲各领导人同意欧盟采取进一步措施。” 

## 俄国报道

### 可疑的“狙击手”
俄罗斯媒体起初散布科库林准尉是“被狙击手杀死”的假消息。乌克兰目击者的证词反驳了这一说法：袭击者闯入乌克兰军事设施，用自动武器开火，并向瞭望塔开枪。尸检报告称“科库林是被从下往上发射的两颗5.45毫米子弹杀死的”，证明是伊戈尔·吉尔金带领的俄国部队的一名武装分子杀死了科库林。
2014年3月19日，俄罗斯国家媒体机构Vesti FM援引了克里米亚政府和警方的报道，表示当局拘留了一名与谋杀有关的未具名“狙击手”，他是一名来自利沃夫的17岁居民，也是右翼组织的成员。克里米亚的实际负责人谢尔盖·阿克肖诺夫在推特上证实了这一报道。乌克兰右翼政党曾在2月27日表示无意前往克里米亚，而该政党曾是俄罗斯对乌克兰新闻报道的主旋律。
然而第二天，Interfax-Ukraine报道说，克里米亚检察官否认有过这次逮捕，其新闻发言人表示“关于枪手被拘留的信息尚未得到证实。这是不真实的。不幸的是，目前还没有人被拘留。”

## 伊戈爾·基爾金承认对袭击负责
当时指挥俄国部队的指挥官伊戈爾·基爾金在2014年11月20日接受采访时承认，他曾负责对该中心实施突击。 
我负责领导克里米亚民兵的唯一单位——特种部队连队执行战斗任务。但在制图基地的战斗中，有2人死亡（我是那场战斗的指挥官）。连队解散后，各成员就分散了。


——伊戈爾·基爾金，2014年11月20日的"Zavtra"报纸

## 伤亡

### 乌克兰
- 谢尔希·科库林 准尉（烏克蘭語：Прапорщик）– 阵亡（在巡逻时中弹。他被2发5.45毫米口径子弹击中，一颗子弹击中心脏） [4][26]
- Valentyn Fedun 上尉 – 颈部和手臂受伤[4]
- 身份不明的乌克兰士兵 – 被铁棒击中后头部受重伤[4]

### 俄罗斯
- Ruslan Kazakov[8]（俄国非法武装成员，俄罗斯公民，来自伏尔加格勒州Nagolnyy，顿河哥萨克民兵成员，第一次和第二次车臣战争老兵（SOBR））——死亡[5][27]
- 二等兵 Alexander Yukalo（辛菲罗波尔特雷克哥萨克连）——大腿中弹[28]
- 其他几名身份不明的成员受伤